# Gyulavarsánd
Gyulavarsánd (románul: Vărșand) falu Romániában Arad megyében.

## Fekvése
Gyulától 7 km-re délkeletre a Fehér-Körös bal partján, a határ túloldalán fekszik, Nagypél községhez tartozik.

## Története
1214-ben Wossian néven említik először. A középkorban birtokosai szerint Petővarsánd (1369) és Középvarsándként (1429) is említik. Valószínűleg az alán néphez tartozó Varsány törzsbeliek alapították. 1332-ben egyházas hely volt. 1459-ben itt vertek hidat a Körösön a könnyebb közlekedés számára. A falu a báró Névery család ősi birtoka.
1910-ben 2802 lakosából 2118 román és 634 magyar volt.
A trianoni békeszerződésig Arad vármegye Kisjenői járásához tartozott. Ma közúti határátkelőhely Gyula felé.

## Nevezetességei
A településtől keletre halad el a szarmaták által 324 és 337 között épített, az Alföldet körbekerülő Csörsz-árok vagy más néven Ördögárok nyomvonala.